# リベリアの副大統領
リベリアの副大統領 (りべりあのふくだいとうりょう、vice president of the Republic of Liberia)はリベリアの行政府を代表する第2位の官職である。6年ごとに実施される総選挙によって、リベリア大統領と共に選出される。

## 資格
リベリア憲法第52条は、副大統領候補者の資格を定めており、副大統領候補は次の条件を満たす必要がある。
- 出生時リベリア国籍を有していること。
- 35歳以上であること。
- 少なくとも25,000ドル相当の不動産を所有していること。
- リベリアに少なくとも10年間居住していること。

## 職務
大統領継承順位1位であり、リベリア憲法63条に基づき、副大統領は、大統領の死亡、辞任、弾劾、または大統領が職務を遂行できないと宣言された場合に大統領に昇格する。
副大統領は上院議長を兼務し、可否同数の場合のみ均衡を破る1票（議長決裁票）を投じる。